# Dirk Werner (Rennfahrer)
Dirk Werner (* 25. Mai 1981 in Hannover) ist ein deutscher Automobilrennfahrer. Er gewann 2007 und 2009 die GT-Wertung der Rolex Sports Car Series. Von 2012 bis 2013 startete er in der DTM.

## Karriere
1991 begann Werner seine Motorsportkarriere im Kartsport, in dem er bis 1997 aktiv war. 1998 wechselte er in den Formelsport. Er nahm an der Formel BMW Junior teil und errang in der Meisterschaft den dritten Platz hinter André Lotterer und Martin Tomczyk. 1999 ging er in die Formel König. Nachdem er in der ersten Saison den zehnten Gesamtrang erzielt hatte, wurde er 2000 mit 144 zu 160 Punkten Vizemeister hinter Bernhard Auinger.
2001 wechselte Werner in den Tourenwagensport und startete zunächst zwei Jahre im deutschen Ford Puma Cup. Nachdem er 2001 den vierten Platz erzielt hatte, gelang ihm 2002 der Gewinn der Meisterschaft. 2003 trat Werner in der deutschen Renault Clio V6 Trophy an. Er gewann sechs von acht Rennen und entschied die Gesamtwertung für sich.
2004 erhielt Werner ein Cockpit bei Farnbacher Racing im Porsche Supercup, einem GT-Markenpokal. Er stand fünfmal auf dem Podium und wurde Dritter in der Fahrerwertung. Sein Teamkollege Wolf Henzler gewann in dieser Saison die Fahrerwertung. Außerdem nahm er in dieser Saison an einem Rennen im deutschen Seat Leon Supercopa teil. 2005 hatte Werner nur sporadische Renneinsätze. Er absolvierte vier Gaststarts im Porsche Supercup und kam in Spa-Francorchamps als Erster ins Ziel. Darüber hinaus war er auch im deutschen Porsche Carrera Cup aktiv. 2006 gewann Werner für Farnbacher Racing zwei Rennen im deutschen Porsche Carrera Cup und entschied den Meistertitel mit 144 zu 133 Punkten gegen Uwe Alzen für sich. Darüber hinaus nahm er an zwei Rennen des Porsche Supercups teil.

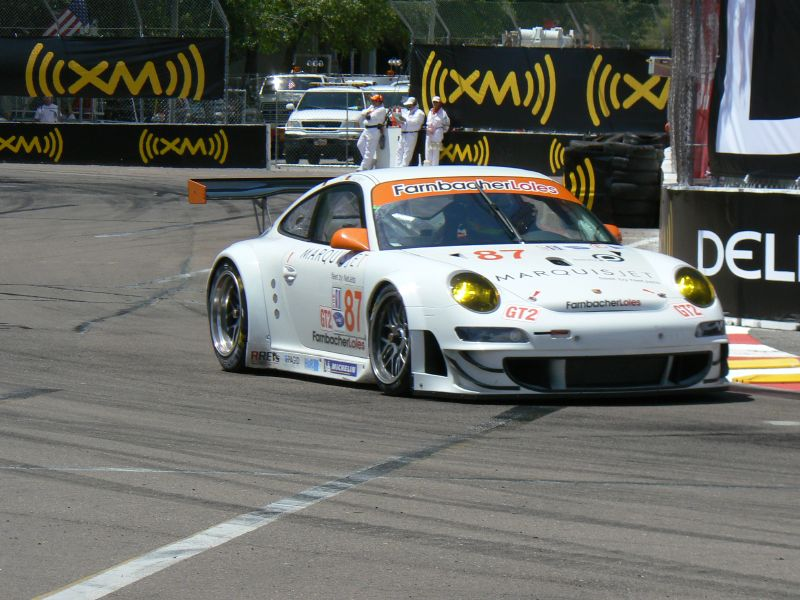
Dirk Werner in der American Le Mans Series in einem Porsche 997 GT3-RSR (2008)

2007 blieb Werner bei Farnbacher und fuhr zweigleisig. Zum einen nahm er an der Le Mans Series teil und wurde Achter in der LMGT2-Wertung. Zum anderen debütierte er für Farnbacher Loles in Nordamerika, wo er an der Rolex Sports Car Series teilnahm. Er gewann ein Rennen in der GT-Wertung und erreichte in dieser Wertung zehn Podest-Platzierungen bei 13 Starts, womit er sie in dieser Saison für sich entschied. Er war der erste Nicht-Amerikaner, dem dies gelang. Darüber hinaus nahm er an einem Rennen der American Le Mans Series (ALMS) teil. 2008 trat er für Farnbacher Loles fast ausschließlich in Nordamerika an. Er wurde mit einem Wertungssieg Sechster in der GT2-Wertung der ALMS und Elfter in der GT-Wertung der Rolex Sports Car Series, in der er sieglos blieb. Darüber hinaus nahm er an einem Rennen der Le Mans Series teil. 2009 entschied Werner bei vier Läufen die GT-Wertung der Rolex Sports Car Series für sich. Zusammen mit seinem Teamkollegen Leh Keen gewann er damit erneut den Meistertitel der GT-Klasse. Außerdem nahm er in der GT2-Kategorie an der ALMS teil. Mit einer Podest-Platzierung wurde er 13. Darüber hinaus bestritt er für Manthey Racing zusammen mit Emmanuel Collard, Wolf Henzler und Richard Lietz auf einem Porsche 997 GT3 Cup S das 24-Stunden-Rennen auf dem Nürburgring und erreichte Platz drei. Zudem nahm er für Mamerow Racing an einigen Rennen der BFGoodrich Langstreckenmeisterschaft teil und gewann zusammen mit Christian Mamerow die letzten drei Rennen in Folge.

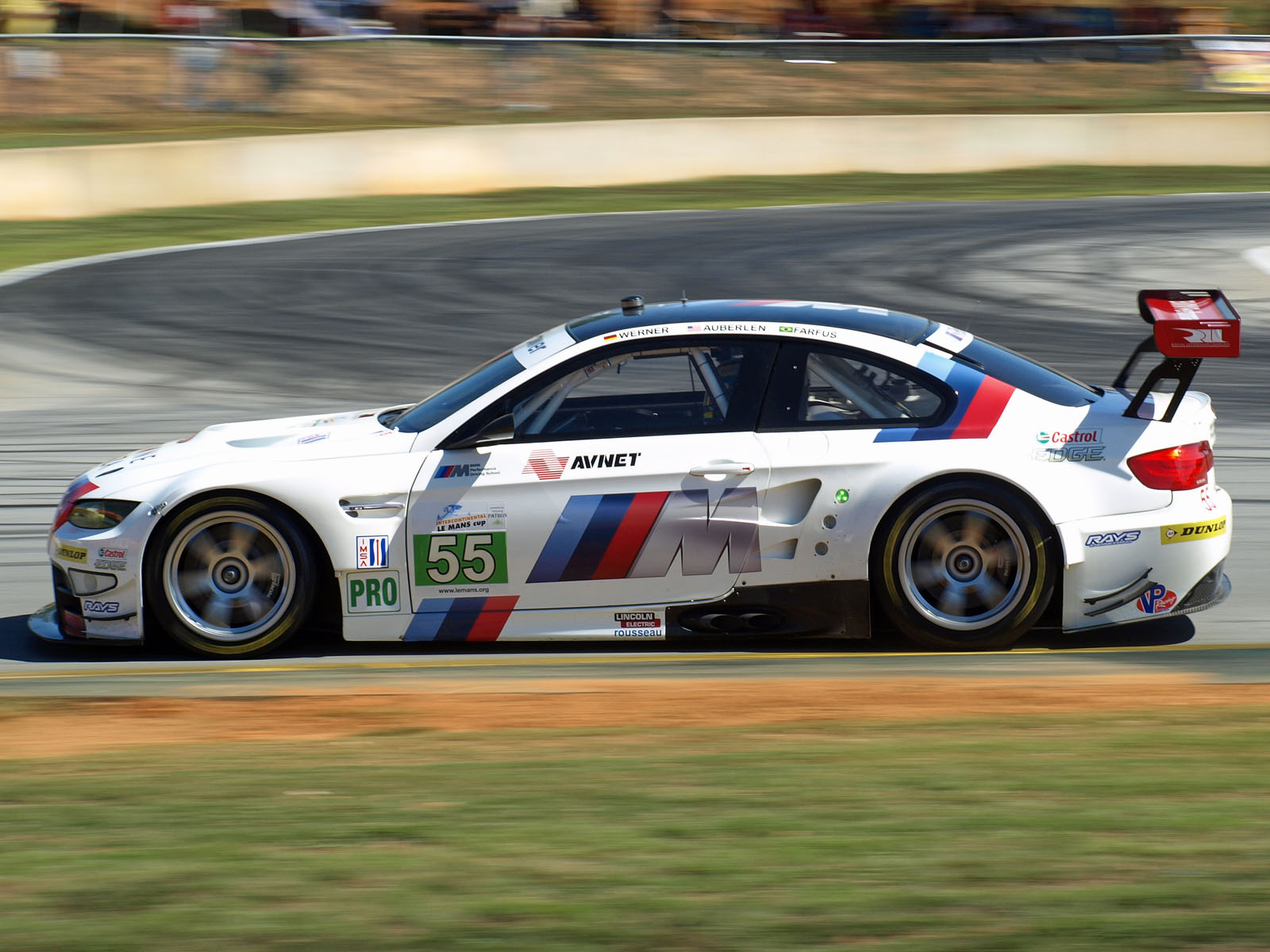
Werner im BMW M3 GT2 in der American Le Mans Series 2011

2010 wurde Werner Werksfahrer bei BMW. Er trat zu keiner kompletten Saison an. Er startete in der Le Mans Series, der ALMS und debütierte beim 24-Stunden-Rennen von Le Mans. Dieses Rennen absolvierte er mit Dirk Müller und Andy Priaulx. In der GT2-Klasse der ALMS erzielte er eine Podest-Platzierung. 2011 nahm Werner an der kompletten Saison der ALMS teil. Zusammen mit seinem Teamkollegen Bill Auberlen stand er bei fünf von neun Rennen auf dem Podium der GT-Wertung und wurde am Saisonende zusammen mit Auberlen Dritter in dieser Kategorie. Darüber hinaus startete er erneut bei einem Rennen der Le Mans Series und nahm zusammen mit Augusto Farfus und Dirk Müller am 24-Stunden-Rennen von Le Mans teil. Außerdem ging er 2011 bei einem Rennen der Blancpain Endurance Series an den Start und trat 2010 und 2011 zum 24-h-Rennen Nürburgring an.
2012 erhielt Werner ein BMW-Cockpit bei Schnitzer in der DTM. Beim Rennen auf dem Norisring erzielte er als Zehnter seinen ersten Punkt. Mit einem vierten Platz als bestes Resultat wurde er Neunter in der Fahrerwertung, während sein Teamkollege Bruno Spengler DTM-Champion wurde. Darüber hinaus nahm er 2012 an einem Rennen der Rolex Sports Car Series teil. 2013 blieb Werner beim BMW-DTM-Team Schnitzer. Bereits beim Saisonauftakt in Hockenheim erzielte er mit einem zweiten Platz seine erste Podest-Platzierung. Am Saisonende belegte er den 13. Gesamtrang.
2019 gewann Werner zusammen Dennis Olsen und Matt Campbell auf einem Porsche die 12 Stunden von Bathurst.

## Statistik

### Karrierestationen
- 1991–1997: Kartsport
- 1998: Formel BMW Junior (Platz 3)
- 1999: Formel König (Platz 10)
- 2000: Formel König (Platz 2)
- 2001: Deutscher Ford Puma Cup (Platz 4)
- 2002: Deutscher Ford Puma Cup (Meister)
- 2003: Renault Clio V6 Trophy (Meister)
- 2004: Porsche Supercup (Platz 3)
- 2004: Deutscher Seat Leon Supercopa
- 2005: Deutscher Porsche Carrera Cup (Platz 22)
- 2006: Deutscher Porsche Carrera Cup (Meister)
- 2006: Porsche Supercup (Platz 20)
- 2007: Rolex Sports Car Series, GT (Meister)
- 2007: Le Mans Series, LMGT2 (Platz 8)
- 2007: ALMS, GT2 (Platz 25)
- 2008: Rolex Sports Car Series, GT (Platz 11)
- 2008: ALMS, GT2 (Platz 6)
- 2008: Le Mans Series, LMGT2
- 2009: Rolex Sports Car Series, GT (Meister)
- 2009: ALMS, GT2 (Platz 13)
- 2010: ALMS, GT2 (Platz 11)
- 2010: Le Mans Series, LMGT2 (Platz 14)
- 2011: ALMS, GT (Platz 3)
- 2011: Le Mans Series, LMGTE Pro
- 2011: Blancpain Endurance Series, GT3 Pro (Platz 14)
- 2012: DTM (Platz 9)
- 2012: Rolex Sports Car Series, GT
- 2013: DTM (Platz 13)

### Le-Mans-Ergebnisse
| Jahr | Team            | Fahrzeug        | Teamkollege         | Teamkollege    | Platzierung | Ausfallgrund |
| ---- | --------------- | --------------- | ------------------- | -------------- | ----------- | ------------ |
| 2010 | BMW Motorsport  | BMW M3 GT2      | Dirk Müller         | Andy Priaulx   | Ausfall     | Defekt       |
| 2011 | BMW Motorsport  | BMW M3 GT2      | Dirk Müller         | Augusto Farfus | Ausfall     | Vibrationen  |
| 2017 | Porsche GT Team | Porsche 911 RSR | Michael Christensen | Kévin Estre    | Ausfall     | Unfall       |

### Sebring-Ergebnisse
| Jahr | Team                            | Fahrzeug            | Teamkollege   | Teamkollege         | Platzierung | Ausfallgrund |
| ---- | ------------------------------- | ------------------- | ------------- | ------------------- | ----------- | ------------ |
| 2007 | Farnbacher Loles Motorsports    | Porsche 997 GT3 RSR | Pierre Ehret  | Lars-Erik Nielsen   | Rang 16     |              |
| 2008 | Farnbacher Loles                | Porsche 997 GT3 RSR | Marc Basseng  | Bryce Miller        | Ausfall     | Unfall       |
| 2009 | Farnbacher Loles Racing         | Porsche 997 GT3 RSR | Wolf Henzler  | Richard Lietz       | Rang 14     |              |
| 2010 | BMW Rahal Letterman Racing Team | BMW M3 E92          | Bill Auberlen | Tommy Milner        | Rang 7      |              |
| 2011 | BMW Motorsport                  | BMW M3 E92 GT       | Bill Auberlen | Augusto Farfus      | Rang 12     |              |
| 2014 | BMW Team RLL                    | BMW Z4 GTLM         | John Edwards  | Dirk Müller         | Rang 31     |              |
| 2015 | BMW Team RLL                    | BMW Z4 GTE          | Bill Auberlen | Augusto Farfus      | Rang 22     |              |
| 2016 | BMW Team RLL                    | BMW M6 GTLM         | Bill Auberlen | Bruno Spengler      | Rang 11     |              |
| 2017 | Porsche GT Team                 | Porsche 911 RSR     | Patrick Pilet | Frédéric Makowiecki | Rang 13     |              |

### Einzelergebnisse in der DTM
| Saison | Team               | Hersteller | 1   | 2   | 3   | 4   | 5   | 6   | 7   | 8   | 9   | 10  | Punkte | Rang |
| ------ | ------------------ | ---------- | --- | --- | --- | --- | --- | --- | --- | --- | --- | --- | ------ | ---- |
| 2012   | BMW Team Schnitzer | BMW        | HO1 | LAU | BRH | SPI | NOR | NÜR | ZAN | OSC | VAL | HO2 | 29     | 9.   |
| 2012   | BMW Team Schnitzer | BMW        | 17  | 19  | 16  | DNF | 10  | 12  | 8   | 4   | 9   | 5   | 29     | 9.   |
| 2013   | BMW Team Schnitzer | BMW        | HO1 | BRH | SPI | LAU | NOR | MOS | NÜR | OSC | ZAN | HO2 | 30     | 13.  |
| 2013   | BMW Team Schnitzer | BMW        | 2   | 12  | 8   | 13  | 11  | 8   | 15  | 13  | 21* | 8   | 30     | 13.  |

| Legende  | Legende            | Legende                                                          |
| Farbe    | Abkürzung          | Bedeutung                                                        |
| -------- | ------------------ | ---------------------------------------------------------------- |
| Gold     | –                  | Sieg                                                             |
| Silber   | –                  | 2. Platz                                                         |
| Bronze   | –                  | 3. Platz                                                         |
| Grün     | –                  | Platzierung in den Punkten                                       |
| Blau     | –                  | Klassifiziert außerhalb der Punkteränge                          |
| Violett  | DNF                | Rennen nicht beendet (did not finish)                            |
| Violett  | NC                 | nicht klassifiziert (not classified)                             |
| Rot      | DNQ                | nicht qualifiziert (did not qualify)                             |
| Rot      | DNPQ               | in Vorqualifikation gescheitert (did not pre-qualify)            |
| Schwarz  | DSQ                | disqualifiziert (disqualified)                                   |
| Weiß     | DNS                | nicht am Start (did not start)                                   |
| Weiß     | WD                 | zurückgezogen (withdrawn)                                        |
| Hellblau | PO                 | nur am Training teilgenommen (practiced only)                    |
| Hellblau | TD                 | Freitags-Testfahrer (test driver)                                |
| ohne     | DNP                | nicht am Training teilgenommen (did not practice)                |
| ohne     | INJ                | verletzt oder krank (injured)                                    |
| ohne     | EX                 | ausgeschlossen (excluded)                                        |
| ohne     | DNA                | nicht erschienen (did not arrive)                                |
| ohne     | C                  | Rennen abgesagt (cancelled)                                      |
| ohne     | keine WM-Teilnahme |                                                                  |
| sonstige | P/fett             | Pole-Position                                                    |
| sonstige | 1/2/3/4/5/6/7/8    | Punktplatzierung im Sprint-/Qualifikationsrennen                 |
| sonstige | SR/kursiv          | Schnellste Rennrunde                                             |
| sonstige | *                  | nicht im Ziel, aufgrund der zurückgelegten Distanz aber gewertet |
| sonstige | ()                 | Streichresultate                                                 |
| sonstige | unterstrichen      | Führender in der Gesamtwertung                                   |